# Trajtemyriv

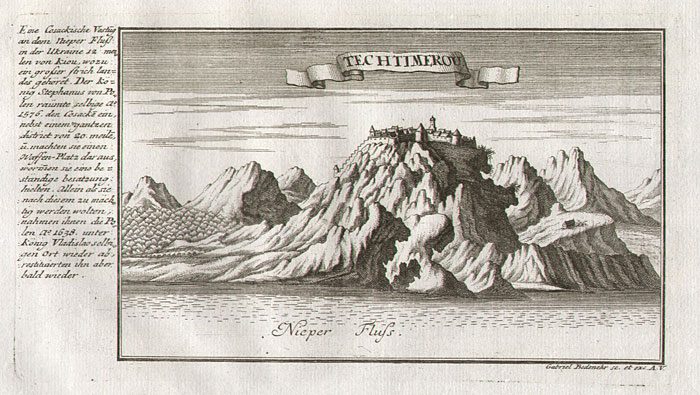
Representación de Trajtemyriv en el.

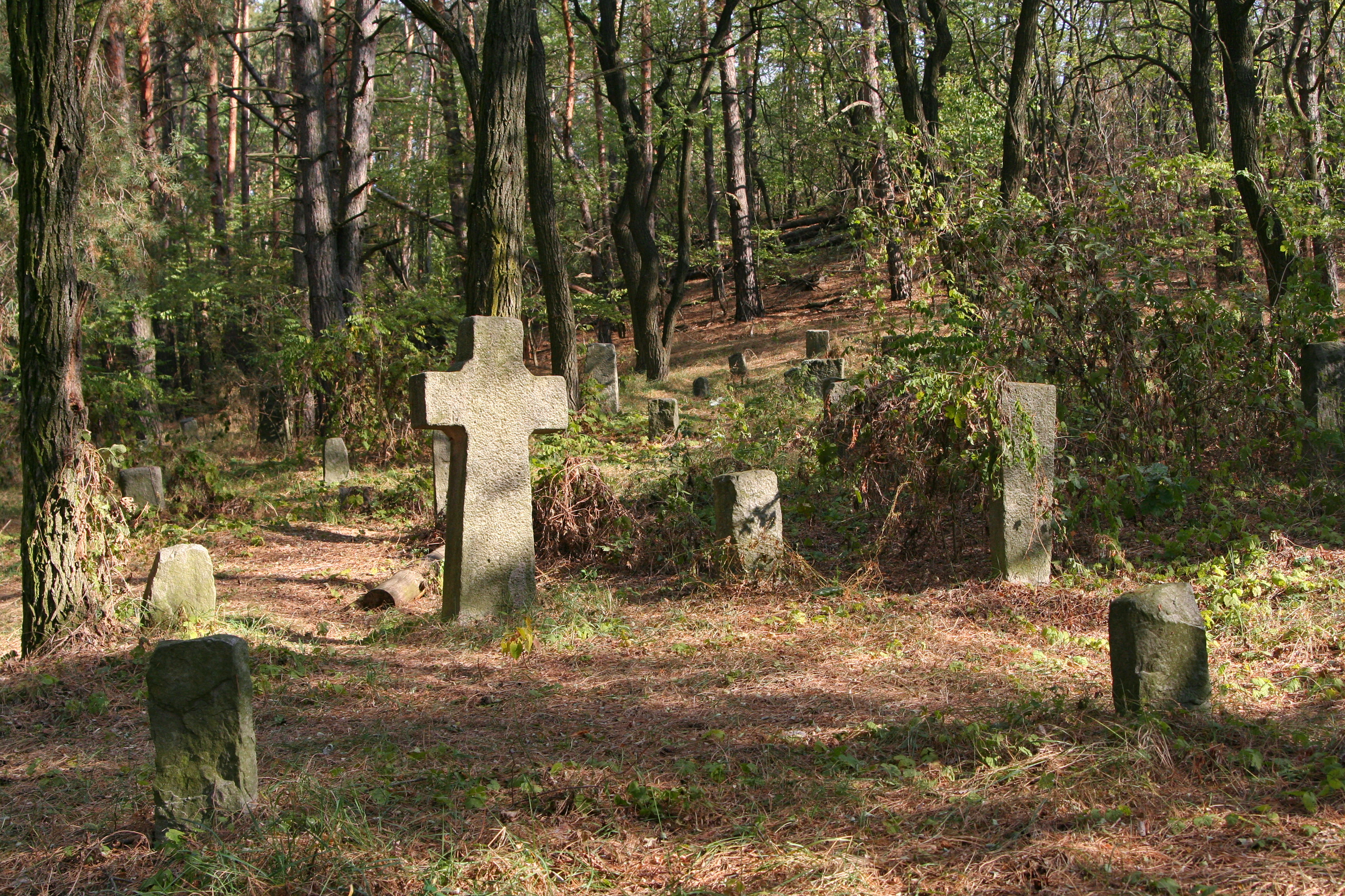
Cementerio de cosacos registrados en Trajtemyriv.

Trajtemyriv (ucraniano: Трахтемирів) es un pequeño pueblo en el raión de Cherkasy, óblast de Cherkasy. Pertenece al municipio (hromada) rural de Bobrytsia, al norte de Kániv, en Ucrania.
En el pasado fue ciudad y acuartelamiento de los cosacos registrados de la República de las Dos Naciones (Mancomunidad polaco-lituana) desde 1578. Parte de la antigua ciudad está sumergida por el Embalse de Kániv. La ciudad también incluía un legendario asentamiento de Zarub que se menciona en las Crónicas de Hipacio de 1096 y 1168. 
En 2007, el pueblo albergaba un total de 9 personas. Desde 2013 aproximadamente, el pueblo no tiene población permanente, y está habitado principalmente durante el periodo estival. No dispone de electricidad pública, suministro de agua ni canalización.

## Historia
El primer propietario conocido del territorio donde se encuentra el pueblo es el starosta de Kániv y Cherkasy Ostap Dashkevych que vivió en el siglo XVI. Después de la muerte de Dashkevych, el asentamiento, con sus territorios adyacentes fue transferido al Monasterio de las Cuevas de Kiev. La transferencia fue confirmada por el rey de Polonia Segismundo I el Viejo. Poco después, Trajtemyriv fue asaltada y destruida por los tártaros. A mediados del siglo XVI estaba completamente despoblado, con un único monje alojado en un monasterio local. En 1545, el Monasterio de las Cuevas de Kiev transfirió la propiedad a la administración del Castillo de Kiev. En 1552 se reasentaron aquí siete familias. 
Con la organización de los cosacos registrados de la Mancomunidad Polaco-Lituana en 1578 por el rey de Polonia Esteban Báthory, la ciudad fue entregada a la administración de la fuerza militar recién formada, mientras que junto al monasterio local se construyó un hospital militar (1576).
En 1621, se detuvo el patriarca ortodoxo griego de Jerusalén Teófano III de Jerusalén en la ciudad de Trajhtemyriv. Tras la rebelión de Pavlyuk, Trajtemyriv fue destruida por el ejército regular polaco en 1637 y una vez más, por el ejército de la Turquía otomana, en 1678.
Hasta el 18 de julio de 2020 Trajtemyriv perteneció al raión de Kániv. El raión fue abolido en el marco de la reforma administrativa de Ucrania, que redujo a cuatro el número de raiones del óblast de Cherkasy. El área del raión de Kániv se fusionó con el raión de Cherkasy.